# Atriplex vallenarensis
Atriplex vallenarensis là loài thực vật có hoa thuộc họ Dền. Loài này được M.Rosas mô tả khoa học đầu tiên năm 1989.